# Weltaltenplan
Der internationale Aktionsplan zu Fragen des Alterns wurde erstmals 1982 von den Vereinten Nationen verabschiedet. Der damals verabschiedete Aktionsplan hat aus heutiger Sicht seine Aktualität behalten. Nach 20 Jahren fand im April 2002 in Madrid die Zweite Weltversammlung zu Fragen des Alterns statt, auf der ein völlig überarbeiteter Weltaltenplan (englisch International Plan on Ageing) verabschiedet wurde. 
Das Dokument enthält globale Ziele für den Umgang mit den Herausforderungen des demografischen Wandels. Dabei werden die unterschiedlichen Schwerpunkte der 189 Mitgliedstaaten der UN gebündelt und die Notwendigkeit zukunftsorientierter Maßnahmen verdeutlicht. Anspruch und Funktion des Weltaltenplans liegen darin, die Öffentlichkeit noch intensiver für das weltweite Altern der Gesellschaften zu sensibilisieren. 
Der neue Plan umfasst 117 Paragraphen. Nach der Einleitung folgt ein Empfehlungskatalog mit drei Schwerpunktkapiteln, sie umfassen die Bereiche: 
- zukünftige Entwicklung
- Verbesserung von Gesundheit und Wohlbefinden im Alter
- Schaffung geeigneter Rahmenbedingungen für ältere Menschen.

Unter diesen drei Kategorien werden zentrale Themen aufgegriffen und in Form von „Problemstellungen“, „Zielen“ und möglichen „Aktionen“ weiter aufgeschlüsselt. 
Neben politischen Prioritäten zur Verbesserung der Lebenssituation insbesondere älterer Menschen wie etwa Armutsbekämpfung, gesellschaftspolitische Teilnahme, individuelle Selbstverwirklichung, Einhaltung von Menschenrechten und Gleichstellung von Männern und Frauen werden im neuen Weltaltenplan auch verstärkt übergreifende gesamtgesellschaftliche Aufgaben wie intergenerationelle Solidarität, Beschäftigung, soziale Sicherung, Gesundheit und Wohlbefinden, aber auch das Zusammenspiel von Regierung und Zivilgesellschaft aufgegriffen. Das Papier schließt mit weiteren Vorschlägen für eine nachhaltige Umsetzung der jeweiligen Themen, in dem sowohl die Rolle der Forschung sowie nationale und international Anforderungen Berücksichtigung finden.